# Piriou

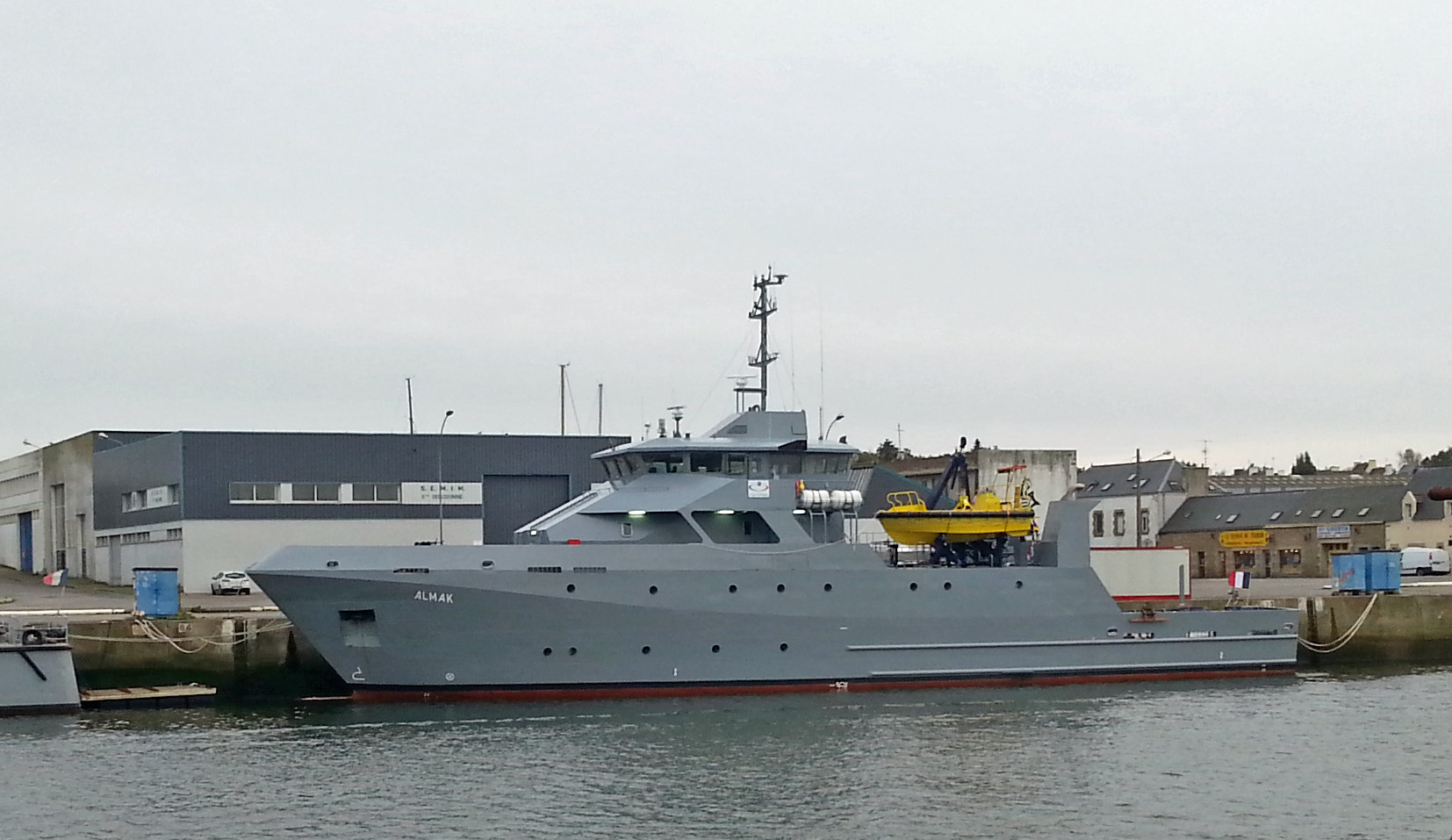
MTS 44

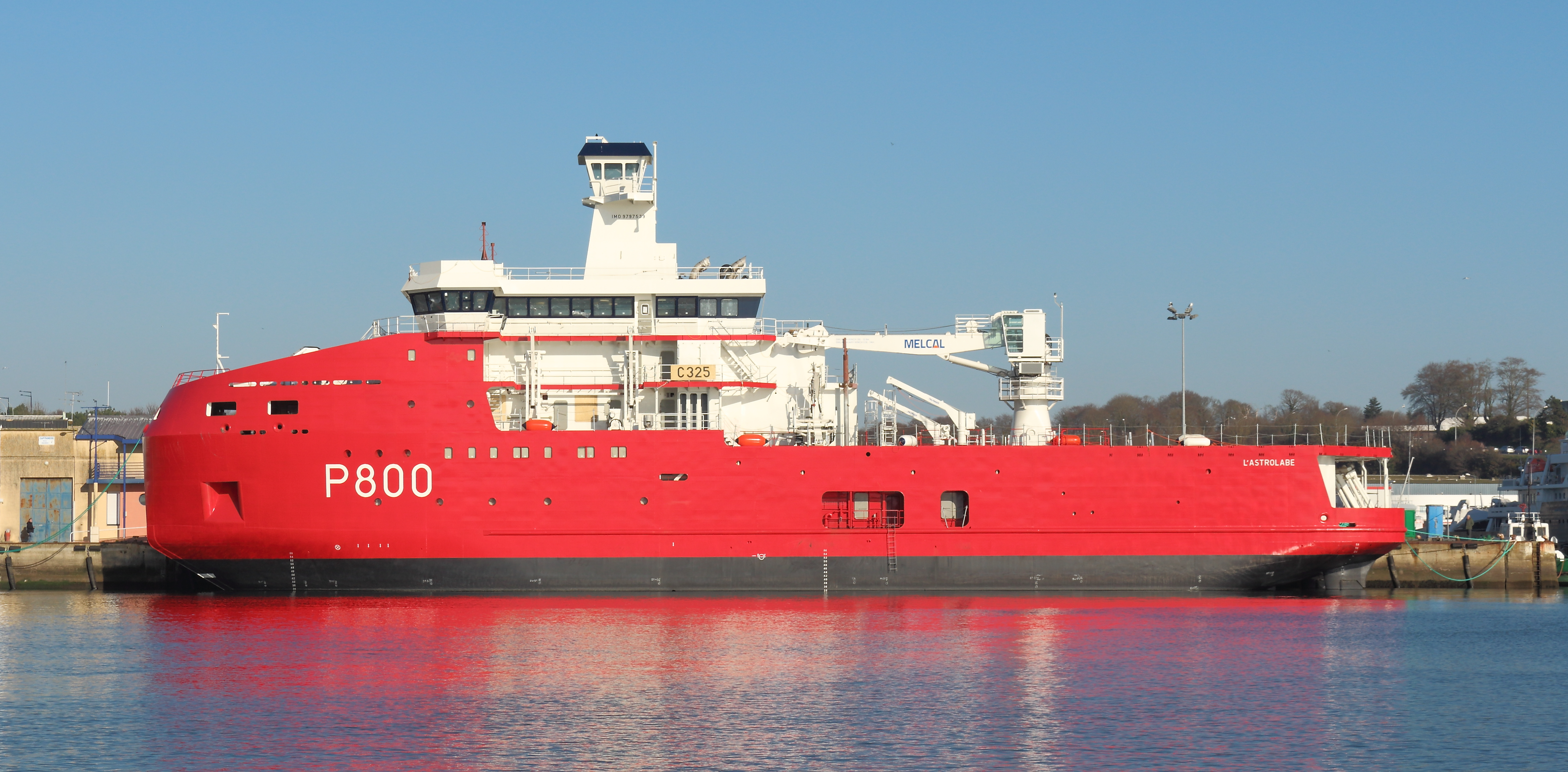
PLV

Piriou è un'azienda francese attiva nel settore delle costruzioni navali, fondata dai fratelli Piriou nel 1965 a Concarneau. L'azienda è specializzata nella costruzione di diversi tipi di navi: navi da pesca, navi di servizio (rimorchiatori, trasporto) e navi militari destinate a l'action de l'État en mer (ovvero a missioni di guardia costiera).

## Cantieri
I cantieri di Piriou si trovano nella zona industriale del Moros a Concarneau e si estendono su 25 000 m² di terrapieni di stoccaggio e 15 000 m² di immobili. Vi si trovano la sede del gruppo Piriou, gli uffici di progettazione ("Piriou Ingégnerie"), il cantiere di costruzione e i capannoni utilizzati dalla filiale "Piriou Naval Services". Il cantiere può realizzare navi fino a 110 m di lunghezza in acciaio e/o alluminio; questi capannoni contengono una grande navata principale lunga 80 m nella quale sono assemblate le navi. Inoltre, sono disponibili fino a 1000 m di banchine nel porto per delle operazioni di allestimento o dei controlli tecnici. Infine, i cantieri possono utilizzare anche il grande bacino di carenaggio di 130 m per 27 m per i controlli tecnici, la ristrutturazione e la riparazione delle navi, ma anche per il completamento di navi nuove.
Piriou dispone inoltre di un cantiere sull'anello di Keroman a Lorient, dove può costruire navi fino a 50 m di lunghezza (qui ad esempio è stato realizzato il LCT 50 per la Marina reale del Marocco); qui Piriou costruisce principalmente navi da pesca ed effettua delle attività di riparazione navale.

## Clientela
Oltre che per la propria marina nazionale, tra i clienti principali figurano, in Europa, la marina belga con la classe City e la marina olandese con la classe Vlissingen.
Fuori Europa, in tempi moderni, ci sono la marina argentina con le classi Gowind e L'Adroit, la marina egiziana e malese con la classe Gowind e quella marocchina con la classe LCT50M.